# Jesualdo Ferreira
Manuel Jesualdo Ferreira (* 24. Mai 1946 in Mirandela, Portugal) ist ein portugiesischer Fußballtrainer.

## Karriere
Er betreute bisher verschiedene portugiesische Clubs, wobei er vor allem in seiner Zeit bei Sporting Braga bekannt wurde. Ferreira erhielt Anfang der Saison 2006/07 einen Vertrag bei Boavista Porto, wechselte jedoch noch vor Saisonanfang zum FC Porto, wo er einen Zweijahresvertrag erhielt. Dieser Posten war nach dem überraschenden Weggang des bisherigen Trainers Co Adriaanse frei geworden. Seit seinem Antritt beim FC Porto gewann Jesualdo Ferreira zweimal die nationale Meisterschaft.
Am 26. Mai 2010 gab der FC Porto bekannt, den Vertrag mit Ferreira aufzulösen. Bereits im Juni des gleichen Jahres unterzeichnete er einen Vertrag beim spanischen Erstligisten FC Málaga. Anfang November wurde der Portugiese nach nur neun Spieltagen wieder entlassen.
Zwischen 2010 und 2012 trainierte er den griechischen Verein Panathinaikos Athen. Im Januar 2013 sollte er Trainer von Sporting Lissabon werden, besann sich jedoch eines anderen und übernahm 2014 Sporting Braga für eine kurze Zeit.
Am 8. Januar 2020 wurde Jesualdo Ferreira als neuer Cheftrainer beim brasilianischen Erstligisten FC Santos vorgestellt. Er erhielt einen Vertrag bis zum Jahresende 2020. Anfang August 2020 wurde er vorzeitig entlassen. Am 5. August entließ der Klub ihn aufgrund der schlechten Ergebnisse und des frühen Ausscheidens in der Staatsmeisterschaft.
Im Dezember des Jahres wurde er als neuer Trainer des Boavista FC bekannt gegeben. Jesualdo war seit seinem Abschied von Santos Anfang August, kurz nach der Wiederaufnahme des Fußballs in Brasilien inmitten der Coronavirus-Pandemie, vereinslos. Er unterschrieb einen Vertrag bis Juni 2022. Bereits im März 2022 wurde die erneute Verpflichtung durch den al Zamalek SC als neuer Übungsleiter bekannt. Nachdem er mit dem Klub zunächst Erfolge feiern konnte, wurde Ferreira im Januar 2023 nach fünf sieglosen Spielen in Folge entlassen. Acht Tage später wurde er wieder eingestellt und am 22. März erneut gekündigt.

## Erfolge
Porto
- Primeira Liga: 2006/07, 2007/08, 2008–09
- Taça de Portugal: 2008/09, 2009–10
- Portugiesischer Fußball-Supercup: 2009

Zamalek
- Egyptian Premier League: 2014/15, 2021–22
- Ägyptischer Fußballpokal: 2014/15, 2020/21

al-Sadd
- Qatar Stars League: 2018/19
- Qatar Cup: 2017
- Emir of Qatar Cup: 2017
- Qatari Sheikh Jassim Cup: 2017

## Auszeichnungen
- CNID Bester Trainer des Jahres: 2006/07, 2007/08, 2008/09
- Bester Trainer Egyptian Premier League: 2014/15
- Bester Trainer Qatar Stars League: 2017, 2019